# Karkú
Karkú è una serie televisiva cilena per ragazzi ideata da José Francisco García Elicetche, in onda dal 2007 sulla Televisión Nacional de Chile. La serie è composta da tre stagioni, per un totale di 76 episodi.
La serie è stata importata anche in Italia, e viene trasmessa da Rai 2 a partire dall'11 settembre 2010, e da Rai Gulp dal 23 novembre.

## Trama
Emilia "Emi" Valdés è una ragazza tredicenne cilena che si trasferisce a Santiago per andare a vivere con i suoi zii; verrà iscritta ad una scuola privata dove conoscerà Francisco "Zico" Sotomayor che con il tempo si innamorerà di lei e diventerà il suo ragazzo, Alex Schilling, Martìn Maldonado e due sorelle molto diverse come tipo di carattere, Valentina "Vale" e Fernanda "Ferni" Urquieta: con il tempo diventeranno grandi amici. Passato un po' di tempo Ferni e Alex dovranno cambiare scuola e a prendere il loro posto ci saranno due fratelli, Daniela "Dana" e Christian "Chris" Hamilton. Dana si innamorerà di Zico e ciò creerà molti problemi ad Emi. Chris si innamorerà di Vale che proverà subito qualcosa per lui anche se sarà troppo orgogliosa per ammetterlo. Chris per farla ingelosire si fidanzerà con Margherita, migliore amica di Dana, innamorata di Chris.

## Episodi
| Stagione         | Episodi | Prima TV originale | Prima TV Italia |
| ---------------- | ------- | ------------------ | --------------- |
| Prima stagione   | 24      | 2007               | 2010            |
| Seconda stagione | 26      | 2008               | 2010            |
| Terza stagione   | 26      | 2009               | 2011            |